# Sin la polonesa..., ¡nada!
Sin la polonesa..., ¡nada! es una obra de teatro de los autores Caroul y Barré, estrenada en 1972.

## Argumento
La obra se desarrolla íntegramente en una casa de citas parisina regida por mano férrea por Madame, y nos presenta la historia de dos hombres. El primero de ellos es un príncipe ruso que solo puede demostrar su poderío sexual si escucha la Polonesa de Chopin(de ahí el título de la obra) y el segundo es un inocente notario de provincias, que tras casarse con una de las chicas, acude al burdel a pasar la noche de bodas, creyendo que es la decentísima morada de su nueva esposa. A partir de aquí, comenzarán todos los líos y enredos.

## Estreno
- Teatro Romea, Barcelona, agosto de 1972.
  - Dirección: Miguel de Grandy II.
  - Adaptación: Ugo Chiriamonte.
  - Intérpretes: Miguel de Grandy II, Sergio Doré, José Montoya, Alicia Foster, Encarnita Torres, Berta Sandoval.
- Teatro Muñoz Seca, Madrid, 4 de diciembre de 1974.
  - Dirección: Natalia Silva.
  - Adaptación: Ugo Chiriamonte.
  - Intérpretes: Andrés Magdaleno, Miguel de Grandy II, Mabel Escaño, José Luis Lespe, Felipe Simón, Herminia Lemos, Marcia Shariff.
- Teatro Muñoz Seca, Madrid, febrero de 1983.
  - Dirección: .
  - Adaptación: Ugo Chiriamonte.
  - Intérpretes: Miguel de Grandy II, Silvia Gambino